# José Antonio Reyes
José Antonio Reyes Calderón (pronunție în spaniolă [xoˈse anˈtonjo ˈreʝes kaldeˈɾon];
n. 1 septembrie 1983, Utrera, Andaluzia, Spania – d. 1 iunie 2019, Alcalá de Guadaíra, Spania) a fost un fotbalist profesionist spaniol, care a evoluat pentru clubul din Primera División,Espanyol.
Fotbalistul Jose Antonio Reyes a murit într-un accident de circulație la vârsta de 35 de ani.
Accidentul a avut loc pe autostrada A-376, care face legătura dintre orașul natal al lui Reyes, Utrera, și Sevilla. Autoturismul fotbalistului a părăsit carosabilul la ora 11:40, ora locală, și a luat foc.

## Palmares

### Club
Sevilla
- Segunda División: 2000–01

Arsenal
- Premier Campionat: 2003–04
- FA Cup: 2004–05
- FA Community Shield: 2004

Real Madrid
- La Liga: 2006–07

Atlético Madrid
- UEFA Europa Campionat: 2009–10, 2011–12
- UEFA Super Cup: 2010
- UEFA Intertoto Cup: 2007
- Copa del Rey: Runner-up 2009–10

Benfica
- Taça da Liga: 2008–09

### Country
Spania U-19
- UEFA European Under-19 Football Championship: 2002

## Statistici

### Club
(La 19 January 2013)
|            |                 |                   | Campionat | Campionat | Cupă             | Cupă             | Cupa Ligii      | Cupa Ligii      | Continental | Continental | Total   | Total  |
| Sezon      | Club            | Campionat         | Meciuri   | Goluri    | Meciuri          | Goluri           | Meciuri         | Goluri          | Meciuri     | Goluri      | Meciuri | Goluri |
| Spania     | Spania          | Spania            | Campionat | Campionat | Copa del Rey     | Copa del Rey     | Copa de la Liga | Copa de la Liga | Europa      | Europa      | Total   | Total  |
| ---------- | --------------- | ----------------- | --------- | --------- | ---------------- | ---------------- | --------------- | --------------- | ----------- | ----------- | ------- | ------ |
| 1999–00    | Sevilla         | La Liga           | 1         | 0         | 0                | 0                | –               | –               | –           | –           | 1       | 0      |
| 2000–01    | Sevilla         | Segunda División  | 1         | 0         | 1                | 0                | –               | –               | –           | –           | 2       | 0      |
| 2001–02    | Sevilla         | La Liga           | 29        | 8         | 1                | 0                | –               | –               | –           | –           | 30      | 8      |
| 2002–03    | Sevilla         | La Liga           | 34        | 8         | 3                | 2                | –               | –               | –           | –           | 37      | 10     |
| 2003–04    | Sevilla         | La Liga           | 21        | 5         | 4                | 1                | –               | –               | –           | –           | 25      | 6      |
| Anglia     | Anglia          | Anglia            | Campionat | Campionat | FA Cup           | FA Cup           | Cupa Ligii      | Cupa Ligii      | Europa      | Europa      | Total   | Total  |
| 2003–04    | Arsenal         | Premier Campionat | 13        | 2         | 4                | 2                |                 |                 | 4           | 1           | 21      | 5      |
| 2004–05    | Arsenal         | Premier Campionat | 30        | 9         | 7                | 2                |                 |                 | 8           | 1           | 45      | 12     |
| 2005–06    | Arsenal         | Premier Campionat | 26        | 5         | 6                | 1                |                 |                 | 12          | 0           | 44      | 6      |
| Spania     | Spania          | Spania            | Campionat | Campionat | Copa del Rey     | Copa del Rey     | Copa de la Liga | Copa de la Liga | Europa      | Europa      | Total   | Total  |
| 2006–07    | Real Madrid     | La Liga           | 30        | 6         | 2                | 0                | –               | –               | 4           | 1           | 36      | 7      |
| 2007–08    | Atlético Madrid | La Liga           | 26        | 0         | 5                | 0                | –               | –               | 6           | 0           | 37      | 0      |
| Portugalia | Portugalia      | Portugalia        | Campionat | Campionat | Taça de Portugal | Taça de Portugal | Taça da Liga    | Taça da Liga    | Europa      | Europa      | Total   | Total  |
| 2008–09    | Benfica         | Primeira Liga     | 24        | 4         | 1                | 0                | 4               | 1               | 5           | 1           | 34      | 6      |
| Spania     | Spania          | Spania            | Campionat | Campionat | Copa del Rey     | Copa del Rey     | Copa de la Liga | Copa de la Liga | Europa      | Europa      | Total   | Total  |
| 2009–10    | Atlético Madrid | La Liga           | 30        | 2         | 7                | 1                | –               | –               | 10          | 1           | 47      | 4      |
| 2010–11    | Atlético Madrid | La Liga           | 33        | 6         | 5                | 0                | –               | –               | 5           | 1           | 43      | 7      |
| 2011–12    | Atlético Madrid | La Liga           | 13        | 0         | 0                | 0                | –               | –               | 4           | 3           | 17      | 3      |
| 2011–12    | Sevilla         | La Liga           | 19        | 1         | 1                | 0                | –               | –               | –           | –           | 20      | 1      |
| 2012–13    | Sevilla         | La Liga           | 26        | 4         | 6                | 0                | –               | –               | –           | –           | 32      | 3      |
| 2013–14    | Sevilla         | La Liga           | 0         | 0         | 0                | 0                | –               | –               | 1           | 0           | 1       | 0      |
| Country    | Spania          | Spania            | 263       | 40        | 35               | 4                | –               | –               | 30          | 6           | 328     | 50     |
| Country    | England         | England           | 69        | 16        | 17               | 5                |                 |                 | 24          | 2           | 110     | 23     |
| Country    | Portugal        | Portugal          | 24        | 4         | 1                | 0                | 4               | 1               | 5           | 1           | 34      | 6      |
| Total      | Total           | Total             | 356       | 60        | 53               | 9                | 4               | 1               | 59          | 9           | 472     | 79     |

### Internațional
| Spania | Spania  | Spania |
| An     | Meciuri | Goluri |
| ------ | ------- | ------ |
| 2003   | 4       | 2      |
| 2004   | 6       | 0      |
| 2005   | 5       | 0      |
| 2006   | 6       | 2      |
| Total  | 21      | 4      |

### Goluri internaționale
| #  | Data            | Stadion                               | Oponent          | Scor | Rezultat | Competiția           |
| -- | --------------- | ------------------------------------- | ---------------- | ---- | -------- | -------------------- |
| 1. | 11 October 2003 | Vazgen Sargsyan, Yerevan, Armenia     | Armenia          | 0–3  | 0–4      | Euro 2004 qualifying |
| 2. | 11 October 2003 | Vazgen Sargsyan, Yerevan, Armenia     | Armenia          | 0–4  | 0–4      | Euro 2004 qualifying |
| 3. | 1 March 2006    | José Zorrilla, Valladolid, Spania     | Coasta de Fildeș | 2–2  | 3–2      | Friendly             |
| 4. | 3 June 2006     | Manuel Martínez Valero, Elche, Spania | Egipt            | 2–0  | 2–0      | Friendly             |